# Summertime (filme)
Summertime (bra: Quando o Coração Floresce/pt.: Loucura em Veneza) é um filme de comédia romântica dramática de 1955, dirigido por David Lean e estrelado por Katharine Hepburn, Rossano Brazzi, Darren McGavin e Isa Miranda. O enredo é sobre uma secretária americana de meia-idade solitária e suas experiências em Veneza pela primeira vez, durante as quais se apaixona por um antiquário italiano. O diretor coescreveu o roteiro junto com H. E. Bates, baseado na peça "The Time of the Cuckoo" de Arthur Laurents.
O longa-metragem foi gravado em Veneza por volta de 1954 em negativo Eastmancolor com processamento e impressões da Technicolor. Uma coprodução entre os Estados Unidos, Reino Unido e Itália, Summertime foi lançado nos cinemas pela United Artists nos EUA em 21 de junho de 1955 e estreou no Reino Unido mais tarde naquele outono sob o título alternativo Summer Madness.

## Enredo
Jane Hudson (Katharine Hepburn) é uma secretária chique, "solteirona" de meia-idade, que mora na cidade de Akron em Ohio. Ela está de férias desfrutando do sonho de uma viagem a Veneza, depois de economizar dinheiro para a viagem ao longo de vários anos. No vaporetto a caminho do hotel, ela conhece dois compatriotas americanos, Lloyd e Edith McIlhenny (Jane Rose e MacDonald Parke respectivamente). No hotel, eles são recebidos pela Signora Fiorini (Isa Miranda) uma viúva que transformou sua residência em pensão. Também se hospedam na propriedade Eddie Yaeger (Darren McGavin) um jovem pintor americano, e sua esposa Phyl (Mari Aldon). Jane é importunada de vez em quando durante sua estadia por Mauro (Gaetano Autiero) um menino de rua italiano.
Em sua primeira noite em Veneza, Jane caminha até a Piazza San Marco onde a visão de tantos casais românticos intensifica sua solidão. Sentada em um cafeteria ao ar livre, ela percebe um italiano solitário observando-a; em pânico sai rapidamente. No dia seguinte, Jane vai às compras e vê uma taça de vidro vermelho na vitrine de um antiquário. Ao entrar na loja, descobre que o proprietário, Renato de Rossi (Rossano Brazzi), é o homem de quem havia fugido na noite anterior. Ele lhe garante que a taça é um artefato autêntico do século XVIII, e ela a compra depois que ele lhe ensina a arte da barganha. Na esperança de vê-la novamente, o homem se oferece para procurar uma taça igual. Na manhã seguinte, a protagonista retorna à loja com Mauro e fica decepcionada ao descobrir que Renato não está lá. Ela se sente humilhada ao pisar acidentalmente para trás em um canal enquanto filmava a loja de Rossi. Ela implora a Mauro que a leve para casa, na Pensione Fiorini.
Naquela noite, de Rossi chega à pensão dela e confessa sua atração por ela. Quando Jane resiste aos seus avanços, ele a avisa para não desperdiçar uma oportunidade de felicidade. Ela parece prestes a concordar em jantar com ele quando os McIlhennys retornam de uma viagem de compras a Murano onde compraram um conjunto de taças vermelhas novas semelhantes à que Jane comprou. Renato percebe que Jane agora pensa que ele a enganou, mas garante que os mesmos designs são usados há séculos em Veneza e insiste que a taça dela é uma antiguidade genuína. A raiva de Jane se acalma, e a promessa de Rossini na Piazza San Marco a convence a aceitar o convite.
O casal comparece ao concerto ao luar na praça, onde uma orquestra toca a abertura de "La gazza ladra" . Quando uma florista se aproxima, Renato se surpreende ao ver Jane escolher uma simples gardênia ao invés de uma orquídea. Mais tarde, enquanto o casal passeia por Veneza, Jane deixa sua gardênia cair em um canal; apesar de muito esforço, o homem não consegue recuperá-la. Ao retornarem à pensão, ele beija a protagonista, e ela corresponde apaixonadamente, murmurando "Eu te amo", antes de correr para o quarto. No dia seguinte, Jane se presenteia com tratamentos de beleza e roupas novas, antecipando o encontro daquela noite. Enquanto ela o espera na praça, o "sobrinho" de Renato, Vito (Jeremy Spenser) chega e inadvertidamente, revela que é, na verdade filho de Renato. Atordoada ao descobrir que Renato é casado e tem vários filhos, a protagonista vai a um bar e encontra Phyl, que lhe confessa que seu casamento com Eddie está em crise.
Ao retornar à pensão, Jane descobre que Eddie está tendo um caso com a Signora Fiorini, com Mauro atuando como intermediário. Ela fica horrorizada e diz: "Algo acontece com esta cidade à noite". Renato chega e lhe diz que na Itália as coisas são diferentes e que o relacionamento entre a Signora e Eddie não é da conta dela. Ele admite ser casado, mas afirma que estão separados, e que escondeu dela para não assustá-la. O parceiro romântico a acusa de ser imatura e de não querer aceitar o que pode ter em vez de desejar o inatingível, após isto a protagonista cede. O encontro continua em uma boate ao ar livre, onde dançam a noite toda. Depois, com fogos de artifício ao longe, Jane e Renato vão para a casa dele, onde seu caso é consumado.
O casal passa vários dias idílicos em Burano. Jane, não querendo continuar em um relacionamento que ela sabe que está destinado a terminar infeliz, decide voltar para casa mais cedo. Renato implora para ela ficar, mas a personagem insiste em ir embora, argumentando que é melhor deixar uma festa antes que ela termine. Embora Jane peça a ele para não ir à estação ferroviária, ela espera que o homem ignore seu pedido. Mais tarde, na plataforma da estação, Mauro corre para se despedir e oferece a Jane uma bugiganga como presente. Quando o trem começa a sair da estação, a protagonista fica emocionada ao ver Renato correndo pela plataforma. Ele tenta entregar a ela um pacote pela janela, mas o trem está se movendo rápido demais. O personagem para, abre a caixa e segura seu presente: outra gardênia.

## Elenco
- Katharine Hepburn como Jane Hudson, uma solteirona solitária que economizou a vida toda para finalmente realizar a viagem dos seus sonhos.
- Rossano Brazzi como Renato de Rossi
- Isa Miranda como Signora Fiorini
- Darren McGavin como Eddie Yaeger
- Mari Aldon como Phyl Yaeger
- Jane Rose como Edith McIlhenny (Rose foi o único membro do elenco da peça da Broadway a aparecer na adaptação cinematográfica)
- MacDonald Parke como Lloyd McIlhenny
- Gaetano Autiero como Mauro
- Jeremy Spenser como Vito de Rossi
- Virginia Simion as Giovanna
- André Morell como o britânico no compartimento do trem (não creditado)
- Gino Cavalieri como porteiro na estação (não creditado)

## Produção

### Desenvolvimento
Arthur Laurents escreveu The Time of the Cuckoo especificamente para Shirley Booth, que estrelou a produção da Broadway de 1952 e ganhou o prêmio Tony de Melhor Atriz por sua atuação. O produtor Hal Wallis expressou interesse em comprar os direitos da história pra realizar uma adaptação cinematográfica, mas sentiu que Booth era muito velha para o papel e imaginou Katharine Hepburn e Ezio Pinza nos papéis principais. Ilya Lopert finalmente adquiriu os direitos com a intenção de escalar Booth e contratar Anatole Litvak para dirigir. Mais tarde, foi relatado que ela estava negociando com Daniel Mann e Laurents estaria adaptando sua peça para o cinema. O roteiro de Laurents foi considerado insatisfatório, e o diretor recém-contratado David Lean tentou melhorá-lo com o produtor associado Norman Spencer com os roteiristas Donald Ogden Stewart e SN Behrman, mas sem sucesso. Ele finalmente trouxe o romancista H. E. Bates para colaborar com ele.
Vários outros nomes foram mencionados para participar do projeto antes do início das filmagens. Em certo momento, o produtor Lopert considerou escalar o diretor e ator Vittorio De Sica como Renato. Roberto Rosselini queria dirigir o filme mas com Ingrid Bergman como Jane e Olivia de Havilland supostamente considerou estrelar o projeto.

### Filmagem
A filmagem das cenas principais ocorreram em Veneza no verão de 1954 com um orçamento de US$ 1,1 milhão. O financiamento veio em parte dos irmãos Woolf. Foi um dos primeiros filmes produzidos na Grã-Bretanha a ser rodado inteiramente em locações reais ao invés de estúdios. Entretanto, as sequências internas ambientadas na Pensione Fiorini foram filmadas em estúdio, embora as cenas que ocorrem na varanda da Pensione tenham sido filmadas ao longo do Grande Canal de Veneza em um terraço construído num terreno baldio.
Autoridades do governo italiano inicialmente resistiram ao pedido do diretor David Lean para permitir que sua equipe filmasse no local durante os meses de verão, o auge da temporada turística, especialmente quando os gondoleiros locais ficaram com temor de perder renda, ameaçaram entrar em greve se ele recebesse permissão para fazê-lo. O problema foi resolvido quando a United Artists fez uma generosa doação ao fundo estabelecido para financiar a restauração da Basílica de São Marcos. O diretor também foi obrigado a prometer ao cardeal que nenhum vestido curto ou braços nus seriam vistos dentro ou perto dos locais sagrados da cidade.
Em uma sequência, a protagonista cai em um canal ao dar um passo para trás enquanto fotografava a loja de Di Rossi em Campo San Barnaba. Katharine Hepburn, preocupada com sua saúde, não estava disposta a fazera encenação mas Lean sentiu que o resultado seria irrealista se a substituísse por uma dublê. Ele encheu a água com um desinfetante que a fez espumar, o que aumentou a relutância da intérprete, então exigiu que ela filmasse a cena aproximadamente quatro vezes até que ficasse satisfeito com os resultados. Para proteger sua pele, Hepburn foi coberta com vaselina. Posteriormente, a atriz relatou sentir uma forte coceira nos olhos que estavam lacrimejando sem parar. Ela acabou sendo diagnosticada com uma forma rara de infecção ocular que a atormentou pelo resto de sua vida.
Ao assistir o filme, o chefe do Código Hays, Geoffrey Shurlock, notificou os executivos da United Artists de que o longa-metragem não seria aprovado devido à sua representação de adultério. De particular a preocupação foi a cena em que Jane e Renato consumam seu relacionamento. 5:05 minutos da obra foram excluídos e órgão de censura concedeu sua aprovação. A Legião Católica Nacional da Decência no entanto, se opôs a uma linha de diálogo que foi finalmente cortada, e a organização concedeu ao filme uma classificação B, designando-o como "moralmente questionável em parte".

## Lançamento

### Bilheteria
Após sua estreia no Palace Theatre de Veneza em 29 de maio de 1955, Summertime estreou em 21 de junho de 1955 no Astor Theatre na cidade de Nova York. Em janeiro de 1956, o filme arrecadou US$ 2 milhões no mercado interno. Isso foi considerado pelos produtores uma decepção, mas o longa-metragem teve um ótimo desempenho internacionalmente.
O filme foi lançado no Reino Unido em novembro de 1955 sob o título Summer Madness.

### Censura
O filme foi proibido na Índia em 1955, o diretor suspeita que o departamento de censura do país opuseram-se ao longa-metragem devido à representação de uma solteirona americana se apaixonando por um italiano casado, apesar do personagem não  conviver mais com a esposa. Na Alemanha, o filme recebeu vários cortes, embora Lean nunca tenha divulgado exatamente o que foi retirado da versão original.

## Recepção
Bosley Crowther do The New York Times observou:
Ao adaptar para o cinema a peça de Arthur Laurents, The Time of the Cuckoo, o Sr. Lean e H. E. Bates descartaram a maioria das nuances individuais e as sutilezas psicológicas daquele romance. Eles reduziram a complexa reflexão sobre o primeiro amor de uma americana por um comerciante de meia-idade de Veneza a termos agradavelmente elementares. E deixaram que a inspiração evidente para a liberação emocional de sua heroína fosse pouco mais do que o feitiço lançado pela cidade sobre seu estado de espírito instável e solitário. O desafio assim proposto de fazer de Veneza a força motriz da peça foi enfrentado pelo Sr. Lean, como diretor, com sentimento e habilidade magníficos. Através das lentes de sua câmera colorida, a maravilhosa cidade de espetáculos e estados de espírito se torna um organismo rico e emocionante que praticamente assume o comando da tela. E o curioso fascínio hipnótico daquele lugar labiríntico à beira-mar é brilhantemente transmitido ao espectador como o impulso para os estados de espírito passageiros da personagem.
O historiador de cinema Gene Phillips descreve Summertime como um filme que “oscila entre uma farsa da velha guarda” e uma “representação mais consciente e íntima dos relacionamentos na sociedade moderna”. Um crítico da Variety escreveu que o longa-metragem "se destaca como um entretenimento promissor - com algumas reservas. Há uma falta de coesão e alguma brusquidão na transição do enredo sem uma construção muito clara. Caracterizações menores também são um pouco superficiais. [...] Rossano Brazzi [...] marca um triunfo de charme e reserva, Hepburn entrega uma tarefa de atuação febril de orgulhosa solidão". Pauline Kael elogiou a atuação de Hepburn no filme, considerando-a "provavelmente a maior atriz da era do som".
No website agregador de críticas Rotten Tomatoes o longa-metragem tem 92% de aprovação com base em 24 avaliações das quais 22 são positivas, o consenso crítico diz: "Com Katharine Hepburn e a cidade de Veneza brilhando sob a direção de David Lean, Summertime é um romance apaixonante para todas as idades".

## Principais prêmios e indicações
| Award                               | Categoria      | Indicado(s)       | Resultado | Ref.   |
| ----------------------------------- | -------------- | ----------------- | --------- | ------ |
| Academy Awards                      | Melhor direção | David Lean        | Indicado  | [ 25 ] |
| Academy Awards                      | Melhor atriz   | Katharine Hepburn | Indicado  | [ 25 ] |
| British Academy Film Awards         | Melhor filme   | Melhor filme      | Indicado  | [ 26 ] |
| British Academy Film Awards         | Melhor atriz   | Katharine Hepburn | Indicado  | [ 26 ] |
| National Board of Review Awards     | Top Ten Films  | Top Ten Films     | 5° lugar  | [ 27 ] |
| New York Film Critics Circle Awards | Best Director  | David Lean        | Venceu    | [ 28 ] |
| New York Film Critics Circle Awards | Best Actress   | Katharine Hepburn | Indicado  | [ 28 ] |

## Após o lançamento
Nos últimos anos, David Lean descreveu Summertime como seu filme favorito e ficou tão apaixonado por Veneza durante as filmagens que fez dela sua segunda casa. Posteriormente, comentou: "Coloquei mais de mim naquele filme [Summertime] do que em qualquer outro que já fiz". A telenovela brasileira O Cravo e a Rosa (2000) inspirou-se na fotografia de Summertime e Passagem para a Índia (1984), ambos de David Lean.
Pouco antes de sua morte, o cineasta Hal Ashby considerou refazer o longa-metragem e a atriz Rosanna Arquette revelou que Ashby queria que ela interpretasse o papel de Jane Hudson. O Academy Film Archive incluiu Summertime em seu acervo no ano de 2008.

### Mídia doméstica
A The Criterion Collection relançou Summertime em LaserDisc no ano de 1991 e em seguida a versão de DVD em 1998. A edição em Blu-ray foi lançada pela Criterion Collection em 12 de julho de 2022 sendo desta vez uma restauração em 4K do longa-metragem.